# カメムシ
カメムシ（椿象、亀虫）は、カメムシ目（半翅目）のカメムシ亜目（異翅亜目、Heteroptera）に属する昆虫の総称、またはそのうちの水生種（水生カメムシ類）、グンバイムシ、トコジラミなどを除いた陸生種の総称である。本項目は主に後者について扱う。
世界には2万5000種以上、日本には1300種以上が生息するものの、標準和名を「カメムシ」とする昆虫は存在しない。悪臭を放つことで知られる。そこから日本では「クサムシ」や「こき虫」という俗称があり、「ヘッピリ」や「クサンボ」「ジャコ」という地方名も知られる。英名の“stink bug”（臭い虫）もその習性に由来する。

## 一般的特徴
カメムシの名で呼ばれる昆虫にはいくつもの科が存在する。カメムシ科にはナガメ、アオクサカメムシなどが含まれている。
頭は先端が尖った三角形、前胸は左右に張り、翅に覆われた胴体は後ろすぼみになっているので、全体はおおよそ五角形の底を引き伸ばしたような形になる。
頭部は三角で、細長い触角がある。複眼は頭部の基部の左右に突き出ている。前胸は左右に張りだし、肩のように角をもつものが多い。そこから後方の胴体は翅に覆われる。前翅は基部側の半ばまでは固く厚くなり、先だけが膜状になる。この膜状の部分だけを左右を重ねるように、胴体の背面に折り重ねて畳む。左右の翅の基部の間は、背中が三角に見えており、この部分は厚くなって、小楯板（しょうじゅんばん）と呼ばれる。後翅は、前翅の下に折り込まれる。
口器はストローのような形で、頭の下側に折り込まれている。
脚は三対、歩脚型のものが多い。ヘリカメ類には、後脚が太くて刺があるなどの発達が雄に見られる場合がある。
カメムシの寿命は1年〜１年半ほどであり、この一生の中で、何度も産卵をする。カメムシは前年に生まれ、越冬を経て、梅雨時期(5月下旬〜8月)にかけて産卵をする。カメムシの卵は円筒形で、上端が丸い蓋になり、片端に蝶番があるものが多い。「卵塊(ランカイ)」とも呼ばれ数十個の卵が集まった"かたまり"として産み付けられ、一週間から10日ほどで羽化をする。羽化の時は、この蓋を押し開けるようにして、幼虫が出てくる。幼虫は成虫とほぼ同じ形だが、模様が異なる。蛹を経過せずに羽化する、不完全変態である。

## 悪臭
カメムシは、胸部第三節である後胸の、腹面にある臭腺から悪臭を伴う分泌液を飛散させる。この液にはアルデヒド、エステル、酢酸、炭化水素が含まれ、臭いの主成分はヘキサナールやトランス-2-ヘキセナールである。敵の攻撃など、外部からの刺激を受けると分泌され、捕食者に対しての防御であると考えられている。
群れでいるカメムシの場合、1匹が臭いを発すると、たちまちのうちに周辺一帯のカメムシが逃げ出す現象が見られる。高濃度のカメムシの臭いは、仲間に対しては警報の役割を果たしている。一方、群れを作るカメムシの場合、低濃度の臭いを集合フェロモンとして利用している。
カメムシの分泌液は、彼らの身体にとっても化学的に有害である。このため、カメムシの体表は、飛散させた液が自身に浸み込まないように厚いセメント層で保護されている。また、瓶の中にカメムシを入れるとストレスで発した臭いにより死んでしまうことがある。また、カメムシの分泌液は求愛にも利用される。
一口に全てのカメムシが悪臭を出すわけではなく、キンカメムシ科は悪臭を出すことが比較的少なく、代わりに派手な体色を纏うことで一種の警戒色としているとも言われる。また、キバラヘリカメムシは青リンゴのような爽やかな匂いを放つ。

## 習性
カメムシ類は植食性のものが多く、葉や茎、果実などに口を差し込み、植物の細胞の中にある原形質などの液を吸収する。草や木の上に暮らすものが多いが、地中で根につくものや、地表に生息し、落下した種子などから吸汁するものもある。山林では夏はスギやヒノキ、春はクワやサクラの実を餌としている。
朽ち木に生息するものでは、菌類を餌にするものもあると見られるが、詳しいことはよく分かっていない。
他の昆虫などを餌にする肉食性のものもある。サシガメは様々な昆虫を餌にし、一部には大型動物から吸血するものがある。クチブトカメムシ類は主としてイモムシなどのガ類の幼虫を標的にする。
クチブトカメムシ類は肉食と同時に植物からも吸汁するが、同様に肉食と草食の雑食の性質を示すものは多い。草食を主に肉食を交えるものとしてスコットカメムシ、ウシカメムシが知られている。またカスミカメムシ科には、純肉食や肉食主体で草食を交えるものから、草食主体で肉食を交えるものまで様々なバリエーションがある。
多くのカメムシは餌の近傍に卵を産み、そのまま放置するが、ツノカメ類など、一部に雌が産卵後も卵を守る行動をするものが知られている。また、一つの卵塊から孵化した幼虫が、ある程度成長するまで集団で生活するものも見られる。他に、ヘリカメムシ類では、多数の雌の集団を一頭の雄が守る、ハーレムを作るものが知られている。そのような種では、雄の後脚が太く発達し、他の雄が近づくと、その脚で蹴るようにして撃退しようとする。
正の走光性があり、明るい色を好む習性がある。
飛行中に壁などに衝突するとそのまま落下するため、バケツの上に壁を立てた捕獲器で簡単に捕獲できる。
クサギカメムシなどでは、集団で越冬するものが知られている。

## 人間とのかかわり

### 影響
植食性の種には、栽培植物につくものがあり、農業上の重要な害虫が多い。イネの害虫として知られているのはアオクサカメ、クロカメムシ、ミナミアオカメムシ、コバネヒョウタンナガカメなどがあり、葉や茎から汁を吸うほか、若い籾から汁を吸われると、米粒が茶色になる（斑点米）。
山林から飛来してくるため発生源を叩くことは難しいため飛来地での防除が主な対策となる。水田で殺虫剤の使用が行われるほか、生息域を狭めるために、畔で雑草を刈払機や除草剤による草刈りが行われる。ミカンなどの果樹にはクサギカメ、チャバネアオカメやツヤアオカメ、野菜にはナガメやホソヘリカメ、ホオヅキヘリカメなどがつく。晩春から秋のあいだ（5 - 10月ごろ）につくナス科・マメ科・イネ科など多くの野菜の害虫として知られており、茎や葉、実について汁を吸うため、株の生長の勢いが妨げられる。
日本の植物防疫法では「果樹カメムシ類」「さとうきびのカンシャコバネナガカメムシ」「大豆の吸実性カメムシ類」「斑点米カメムシ類」が農林水産省によって指定有害動物に指定されている。
サシガメ類など肉食の種には害虫を食うものもあり、益虫とされるものもある。ハナカメムシ類は、せいぜい2mm程度の小型のカメムシで、アブラムシやアザミウマなどを捕食するので、害虫防除に天敵として利用され、益虫として扱われることもあるが、サシガメ類を人間が不用意に触ると口吻で刺すことがあり、時にスズメバチをも上回ると言われるほどの強い痛みを与えるが、毒は持たないため、それ以上の害は及ぼさない。多くは野外の草の間や地面に生息しているが、一部は室内に侵入する場合があり、その機会に刺される場合がある。吸血性の種は衛生害虫であり、シャーガス病を媒介する。
クサギカメムシのような強烈な臭気を放つ種では、室内のような閉鎖空間で多数が臭気を放つと頭痛や嘔吐を催したり、分泌物で皮膚炎を引き起こすこともある。
明るい色を好むことから、白いワイシャツやタオルなどの洗濯物に集まってくる。
このような習性により、農業害虫や不快害虫と見なされている。

### カメムシの大量発生
大量に発生する原因として、餌となるスギやヒノキの実の豊作、越冬できるほどの暖冬があげられる。
2024年の秋には大量発生した原因として、前年に餌となるスギやヒノキの実が豊作になって大量発生し、それが暖冬により越冬したためとされる。また越冬後は空腹であるため餌を求め光の強い都市部に移動したこともよく見かける要因となった。
なお、青森県の下北半島では「秋にカメムシが大量発生すると、冬は大雪になる」と言い伝えられている。

### 方言
臭いを発するなじみ深い虫として、各地で様々な名称が生まれた。
- 「ヘコキムシ」「ヘッピリムシ」（多くの地方）
- 「クセンコ」「クセンコムシ」（青森県）
- 「アネコムシ」「ヘメコムシ」「ヒメコムシ」「ドンベムシ」（秋田県南部山間部など）
- 「ヘクサムシ」「ヘクソムシ」「クサムシ」（山形県〜福島県）
- 「ジャコ」（宮城県）
- 「ヘタガニ」「ヘチガネ」「ジョロピン」（新潟県の一部）
- 「ワクサ」「ワックサ」（群馬県・埼玉県）
- 「ヘクサクン」「トモコチャン」（長野県南部）
- 「ヘクサンボ」（福井県嶺北、石川県の一部、富山県の一部、山形県の一部）
- 「オガムシ」（福井県嶺南の一部、奈良県の一部、徳島県の一部、愛媛県の一部）
- 「ガメ」「ノブコムシ」（岐阜県の一部）
- 「ヘクサムシ」（岐阜県飛騨地方）
- 「マナゴ」（和歌山県）
- 「ジョンソン」「ジョロムシ」「オヒメサマ」（兵庫県日本海側の一部）
- 「ヒメムシ」「ヨメサンムシ」（京都府丹後地方）
- 「ガイザ」「ガイダ」「カイダ（ムシ）」（兵庫県〜岡山県の山間部）
- 「ホウムシ」（島根県西部・山口県中部）
- 「ハットウジ」「ハトウジ」（岡山県〜広島県の山間部）
- 「ホウジ」（山口県）
- 「ジャクジ」「ジャクゼン」「ブイブイ」（愛媛県）
- 「フウ」（九州地方）

特に九州で用いられている「フウ」あるいは「フウムシ」は、カメムシを指す古語の一つの系譜を引いているともいわれており、ホオズキの語源ともされている。

### 利用
コウチュウ目のような整った形をもつカメムシ類は、一部の昆虫採集家から愛好されている。東南アジア産のジンメンカメムシはペンダントなどに加工され、土産物として売られている。
南アフリカ共和国やジンバブエ、ラオス、メキシコなどでは、ある種のカメムシが食用にされている。アフリカでは、まず熱湯をかけたり内臓を除去したりして臭いをなくしておき、よく茹でてから天日で干物にする。ラオスでは採集したカメムシをそのまま、あるいは加熱して調理に使う。油っこい味と特有のにおいがある。種によっては食後に口中に清涼感が広がる。

### 外来種としてのカメムシ
ニュージーランドでは、日本などから外来種のカメムシが流入していることが確認されており、農業への影響が懸念されている。2018年2月、ニュージーランドの港に寄航しようとした日本発のRORO船から、大量のクサギカメムシが発見されたため、当局から3隻が入港拒否される事例が発生した。

## 分類と代表種

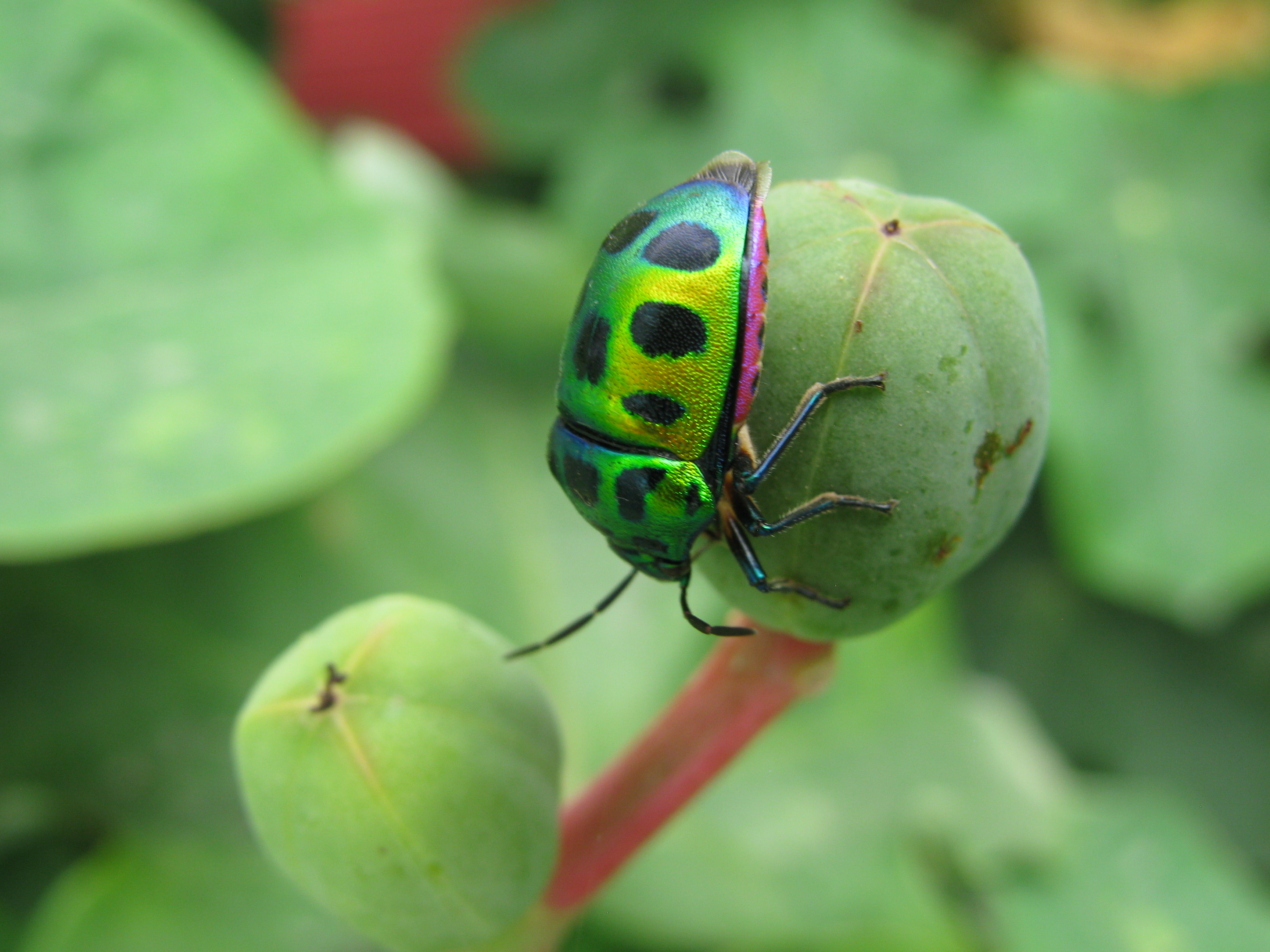
Jewel Bugs Chrysocoris stolli

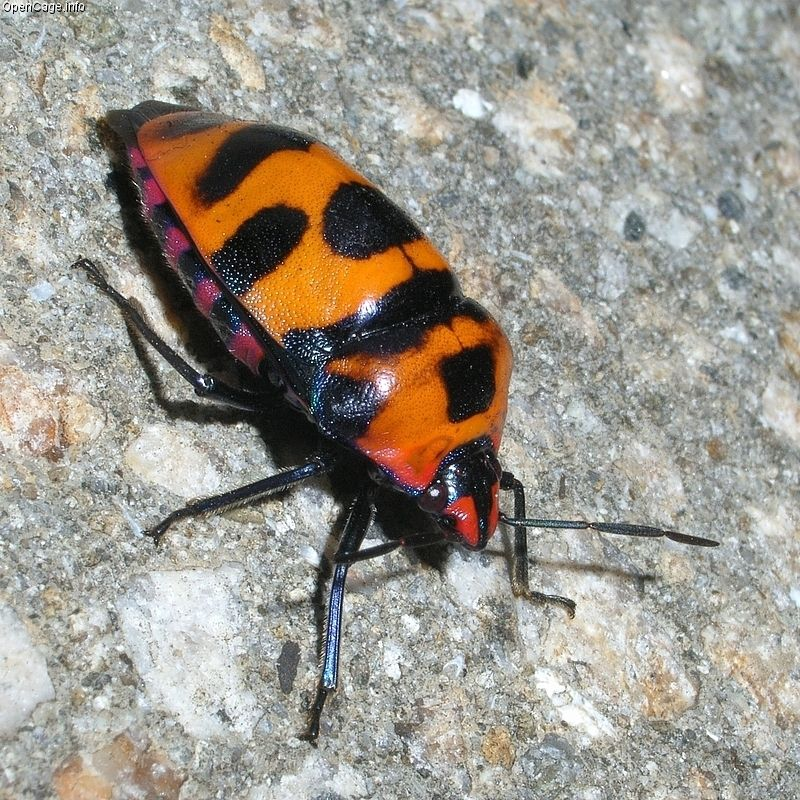
オオキンカメムシ
Eucorysses grandis
（キンカメムシ科）

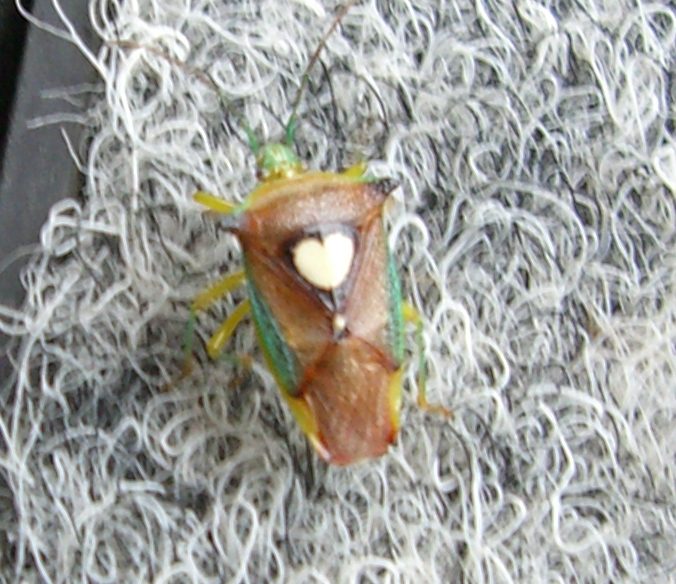
エサキモンキツノカメムシ
Sastragala esakii
（ツノカメムシ科）

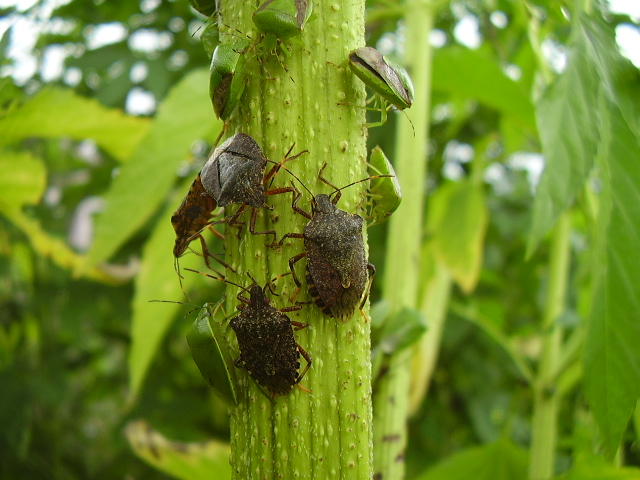
クサギカメムシ Halyomorpha halys,
チャバネアオカメムシ Plautia stali,
アオクサカメムシ Nezara antennata
（いずれもカメムシ科）

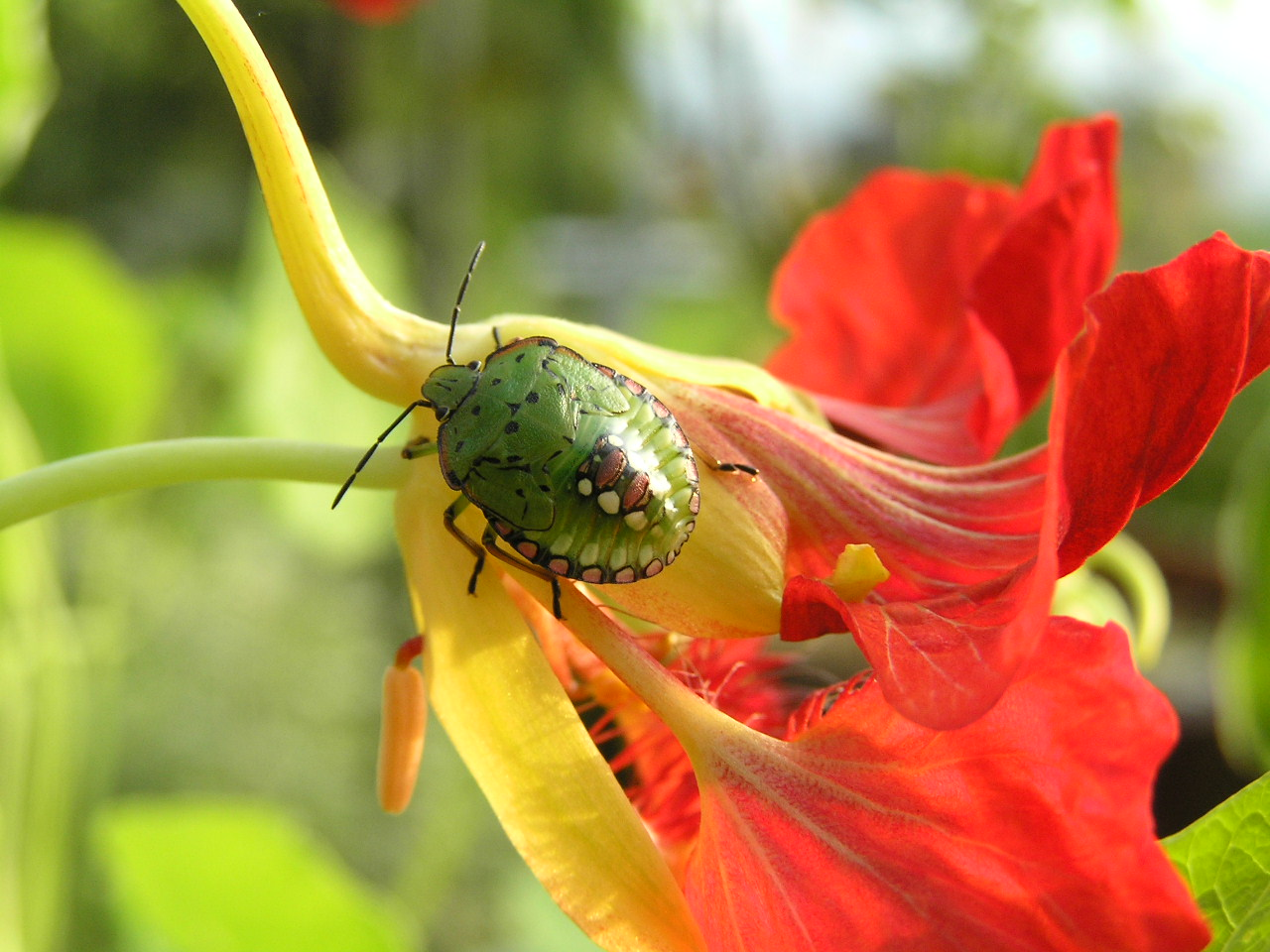
ミナミアオカメムシの幼虫
Nezara viridula
（カメムシ科）

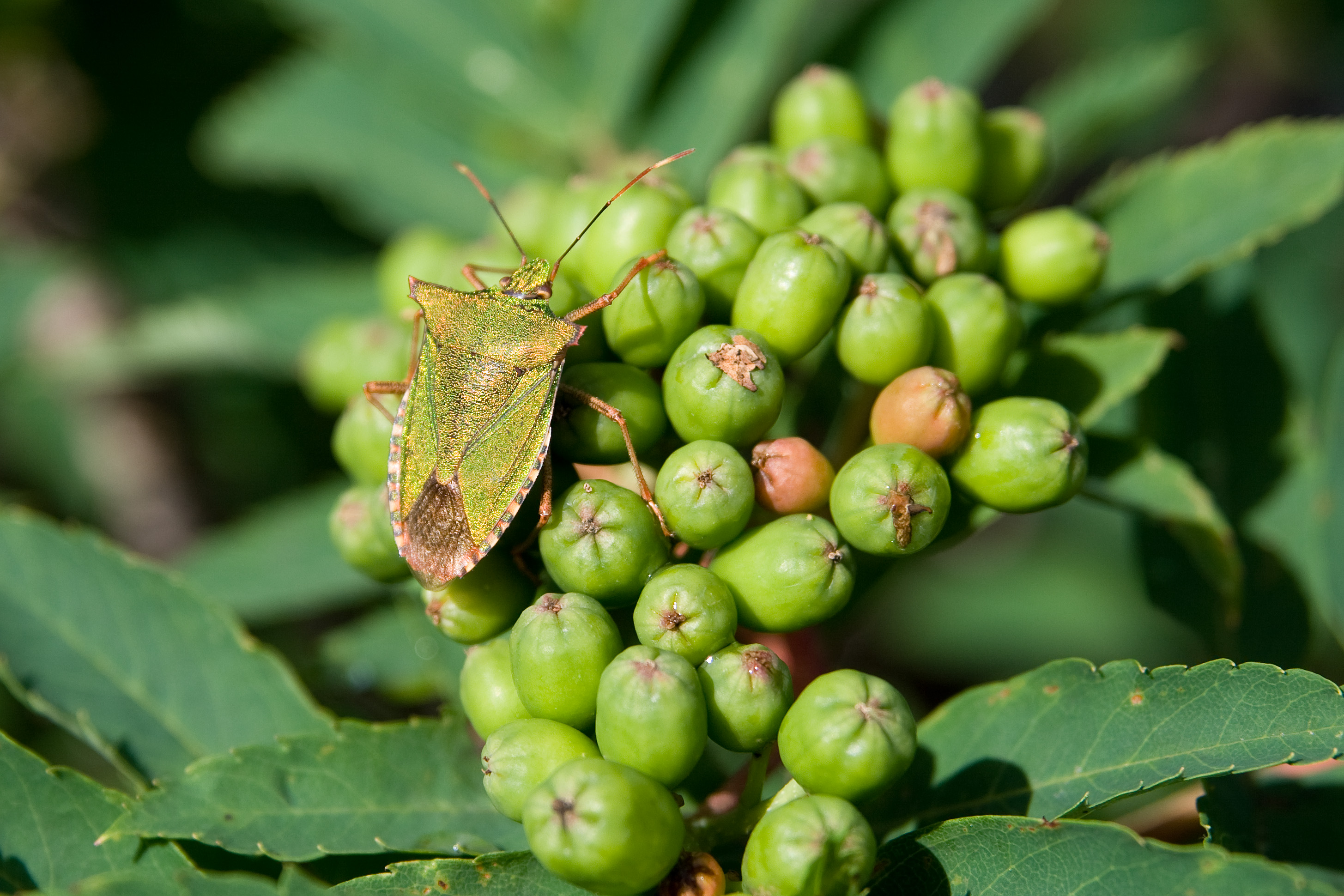
ツノアオカメムシ
Pentatoma japonica
（カメムシ科）

代表的な科と、若干の種について記す。
ツチカメムシ科
草や樹木の根元の地表、地中に生息。植食性（種子食者が多い）。一部に子育て行動（卵・幼虫保護と給餌）。
マルカメムシ科
マメ科やタデ科などの草本の茎から吸汁。胴体を小楯板が覆う。全体は横長の球に近い形。
キンカメムシ科
木本やイネ科草本の種子食者。美しい金属光沢を持つものが多い。アカギカメムシなど一部の種が卵を保護。
アカスジキンカメムシ、ニシキキンカメムシ - 日本一美しいカメムシとも呼ばれることがある。
カメムシ科
アオクサカメムシ、ミナミアオカメムシ、チャバネアオカメムシ、ツヤアオカメムシ - いわゆるアオカメムシ類で緑色のカメムシ。農業害虫。
クサギカメムシ - 日本（本州以北）で最も多くみられる種の1つ。成虫で越冬する。
クチブトカメムシ - 口を前に突き出すようにして、イモムシに突き刺して食べる。
ナガメ - 黒い体に赤い網目の筋。アブラナ科の花に春に出る。
ウシカメムシ - 両肩の突起をウシの角に見立てた。常緑広葉樹の森を好み人里で見かける機会は少ない。
エビイロカメムシ - 平らで黄褐色のやや大型のカメムシ。ススキに見られる。
ツノカメムシ科
前胸の両側が角状に出る。一部の種で雌が卵を保護。
エサキモンキツノカメムシ - 褐色のツノカメムシ。小楯板に黄色いハート形の斑紋がある。
セアカツノカメムシ - 雄の腹端にある一対の赤い突起は、交尾の際雌の腹端をしっかり挟むのに用いられる。針葉樹から広葉樹まで様々な植物の果実の汁を吸う。
クヌギカメムシ科
集団越冬に人家にはいることがある。卵塊がゼラチン質の栄養物質で覆われ、若齢幼虫がこれを摂取する。
ヘリカメムシ科
腹部の左右端が翅からはみ出す。大型種が多い。臭いも強烈。
ホオズキカメムシ - ナス科などにつく。幼虫は集団で生活。成虫はハーレムを雄が独占。
マツヘリカメムシ - マツの害虫。
キバラヘリカメムシ - マユミやニシキギなどの実に集まり、裏側の黄白色との対照が目立つ。成虫で越冬する。
オオクモヘリカメムシ - 後述のクモヘリカメムシに似るが、大型。
ホソヘリカメムシ科
ホソヘリカメムシ - 大豆など豆類の害虫。幼虫がアリに似ている。
クモヘリカメムシ - 稲の害虫。
ナガカメムシ科
種類数多し。体は細長い。植食性のもの、昆虫食のものが混在。
イトカメムシ科
糸屑のような体。雑草につく。
ヒラタカメムシ科
偏平で、枯れ木の樹皮の隙間などに。朽木の内部の菌類の菌糸を摂食。口針が非常に長い。
サシガメ科
昆虫食、ごく一部にヤスデ食や脊椎動物吸血性。
ハナカメムシ科
ごく小型、昆虫食。
カスミカメムシ科
種類数多し。草食、肉食、菌食など非常に多様な生態。単眼がないのが特徴。2000年くらいまではメクラカメムシという名称を使用していたが、単に単眼を欠くだけで複眼はあり盲目ではないこと、名称が差別的ととられる恐れがあることなどを鑑み変更になった。モチツツジカスミカメ、エドクロツヤチビカスミカメなど。